# Benjamin Tatar
Benjamin Tatar (Sarajevo, 18 maggio 1994) è un calciatore bosniaco, attaccante del Gnistan.

## Statistiche

### Cronologia presenze e reti in nazionale
| Cronologia completa delle presenze e delle reti in nazionale ― Bosnia ed Erzegovina | Cronologia completa delle presenze e delle reti in nazionale ― Bosnia ed Erzegovina | Cronologia completa delle presenze e delle reti in nazionale ― Bosnia ed Erzegovina | Cronologia completa delle presenze e delle reti in nazionale ― Bosnia ed Erzegovina | Cronologia completa delle presenze e delle reti in nazionale ― Bosnia ed Erzegovina | Cronologia completa delle presenze e delle reti in nazionale ― Bosnia ed Erzegovina | Cronologia completa delle presenze e delle reti in nazionale ― Bosnia ed Erzegovina | Cronologia completa delle presenze e delle reti in nazionale ― Bosnia ed Erzegovina |
| Data                                                                                | Città                                                                               | In casa                                                                             | Risultato                                                                           | Ospiti                                                                              | Competizione                                                                        | Reti                                                                                | Note                                                                                |
| ----------------------------------------------------------------------------------- | ----------------------------------------------------------------------------------- | ----------------------------------------------------------------------------------- | ----------------------------------------------------------------------------------- | ----------------------------------------------------------------------------------- | ----------------------------------------------------------------------------------- | ----------------------------------------------------------------------------------- | ----------------------------------------------------------------------------------- |
| 11-10-2020                                                                          | Zenica                                                                              | Bosnia ed Erzegovina                                                                | 0 – 0                                                                               | Paesi Bassi                                                                         | UEFA Nations League 2020-2021 - 1º turno                                            | -                                                                                   | 54’                                                                                 |
| 12-11-2020                                                                          | Zenica                                                                              | Bosnia ed Erzegovina                                                                | 0 – 2                                                                               | Iran                                                                                | Amichevole                                                                          | -                                                                                   | 30’                                                                                 |
| 15-11-2020                                                                          | Amsterdam                                                                           | Paesi Bassi                                                                         | 3 – 1                                                                               | Bosnia ed Erzegovina                                                                | UEFA Nations League 2020-2021 - 1º turno                                            | -                                                                                   | 78’                                                                                 |
| 18-11-2020                                                                          | Sarajevo                                                                            | Bosnia ed Erzegovina                                                                | 0 – 2                                                                               | Italia                                                                              | UEFA Nations League 2020-2021 - 1º turno                                            | -                                                                                   | 79’                                                                                 |
| Totale                                                                              |                                                                                     | Presenze                                                                            | 4                                                                                   |                                                                                     | Reti                                                                                | 0                                                                                   |                                                                                     |

## Palmarès

### Club

#### Competizioni nazionali
- Coppa di Bosnia ed Erzegovina: 2

Sarajevo: 2018-2019, 2020-2021
- Campionato bosniaco: 2

Sarajevo: 2018-2019, 2019-2020

### Individuale
- Capocannoniere della Druga hrvatska nogometna liga: 1

2016-2017 (13 reti)